# Aero A-17
De Aero A-17 (ook wel bekend als A.17) was een Tsjechoslowaaks zweefvliegtuig gebouwd door Aero uit 1922. De vleugels en de staart werden bij elkaar gehouden door een open geraamte. De piloot werd ook door dit geraamte gedragen.

## Specificaties
- Bemanning: 1
- Lengte: 4,34 m
- Spanwijdte: 13,80 m
- Vleugeloppervlak: 15,9 m2
- Leeggewicht: 47 kg
- Volgewicht: 127 kg